# Курумкан
Курумка́н (бур. Хурамхаан) — село, административный центр Курумканского района Республики Бурятия и сельского поселения «Курумкан». 
Население — 5581 чел. (2021).

## География
Курумкан расположен в Баргузинской долине, на правом берегу реки Баргузин, в 411 км северо-восточнее Улан-Удэ, в 53 км восточнее озера Байкал. От суровых байкальских ветров населенный пункт защищает Баргузинский хребет.

## Население
| 1979 | 1989  | 2002  | 2006  | 2010  | 2021  |
| ---- | ----- | ----- | ----- | ----- | ----- |
| 5617 | ↗6687 | ↘5930 | ↗5968 | ↘5465 | ↗5581 |

## Образование
22 октября 1888 года открылась церковноприходская школа.
В Курумкане две общеобразовательные школы: КСОШ № 1, КСОШ № 2, а также спортивная школа, воспитанники которой принимают участие во многих соревнованиях республиканского масштаба.

## Транспорт
Курумкан — один из пунктов автотрассы Р438 (Баргузинский тракт), которая начинается в Улан-Удэ, с которым соединён регулярными автобусными и авиарейсами. Далее дорога с регулярным автобусным сообщением идёт до посёлка Улюнхан и курортов Кучегэр и Умхэй.
Строится автотрасса «Курумкан — Новый Уоян», которая соединит северные и южные районы Бурятии, что позволит сэкономить время поездки по республике (можно будет не объезжать через Иркутскую область). В Курумкан из Улан-Удэ с 2013 по 2015 гг. периодически выполнялся рейс самолёта Cessna 208 Grand Caravan авиакомпании «ПАНХ». На данный момент регулярное авиасообщение закрыто.

## Достопримечательности

### Троицкая церковь
Троицкая церковь — православный храм, относится к Северобайкальской епархии Бурятской митрополии Русской православной церкви.

## Радио
Радиоузел начал работать в феврале 1946 года. Было проложено 6 километров проводов, установлено 30 радиоточек.
- 66,08 Радио России